# Мои друзья Тигруля и Винни: Мюзикл волшебного леса
Мои друзья Тигруля и Винни: Мюзикл волшебного леса или Мои друзья Тигруля и Винни: Мюзикл Чудесного леса (англ. Tigger and Pooh and a Musical Too) — американский полнометражный компьютерный мультфильм, выпущенный сразу на DVD, без предварительного показа в кинотеатрах, 7 апреля 2009 года; спустя уже четыре дня состоялась премьера на канале Disney Channel в блоке программ Узнавайка Disney. Мультфильм снят по мультсериалу Мои друзья Тигруля и Винни (англ. My Friends Tigger & Pooh) (2007—2010). По мотивам произведений Алана Милна.

## Сюжет
Чудесный лес решает выбрать себе мэра, и им становится Кролик. Но очень скоро он начинает вызывать неудовольствие своими новыми законами: «Не скакать», «Никакого мёда» и др. Тогда жители Леса решают оставить Кролика мэром только в одной половине Леса, а мэром второй половины становится Тигра. Однако толстая белая линия разделяет не только части Леса, но и друзей, оказавшихся по разные её сто́роны…

## Роли озвучивали
- Джим Каммингс — Винни-Пух / Тигра / Бобёр
- Хлоя Морец (в прокате в США) — Дэрби
- Кимберли Берг (в прокате в Великобритании) — Дэрби
- Ди Бредли Бейкер — Бастер / Дятел
- Трэвис Оатс — Пятачок
- Питер Каллен — Иа-Иа
- Кен Сэнсом — Кролик
- Оливер Диллон — Слонопотам
- Кэт Сьюси — Кенга
- Макс Баркхолдер — Крошка Ру
- Тара Стронг — Дикобраз
- Марк Хэмилл — Черепаха
- Бренда Блетин — мама Слонопотама

Персонажи Кристофер Робин, Енот, Скунс и Опоссум в мультфильме отсутствуют.